# 沃得精機
沃得精密機械有限公司，簡稱沃得精機，以及沃得精密機械（英語：World Precision Machinery Limited，SGX：B49），在1953年當時由江蘇省丹阳市人民政府創立，在1988年由王偉耀和邵建軍組成沃得集團有限公司旗下公司。而前身為「光明沃得精密機械有限公司」。
業務在中國从事机械压力机、数控冲、剪板机、折弯机、油压机等金属成型锻压设备研发与制造。總部位於中国江苏丹阳埤城沃得工业园。而股份在2006年4月27日於新加坡交易所主板上市。招股價為0.36坡元，配售股份為105,000,000股，集資額為37,800,000坡元。

## 連結
- WorldJJ.com.cn （页面存档备份，存于）